# Charles Sprague Pearce
Pour les articles homonymes, voir Pearce.
Charles Sprague Pearce , né le 13 octobre 1851 à Boston et mort le 17 mai 1914 à Auvers-sur-Oise, est un peintre américain.

## Biographie
En 1873, il devient à Paris l’élève de Léon Bonnat. Après 1885, il vit à Paris et à Auvers-sur-Oise.
Il peint des scènes égyptiennes et algériennes, des paysans français, des portraits, ainsi que des décorations, notamment pour l'immeuble Thomas Jefferson de la Bibliothèque du Congrès à Washington.
Il obtient des médailles au Salon de Paris.
Sa tombe est visible au cimetière d'Auvers-sur-Oise.

## Œuvres

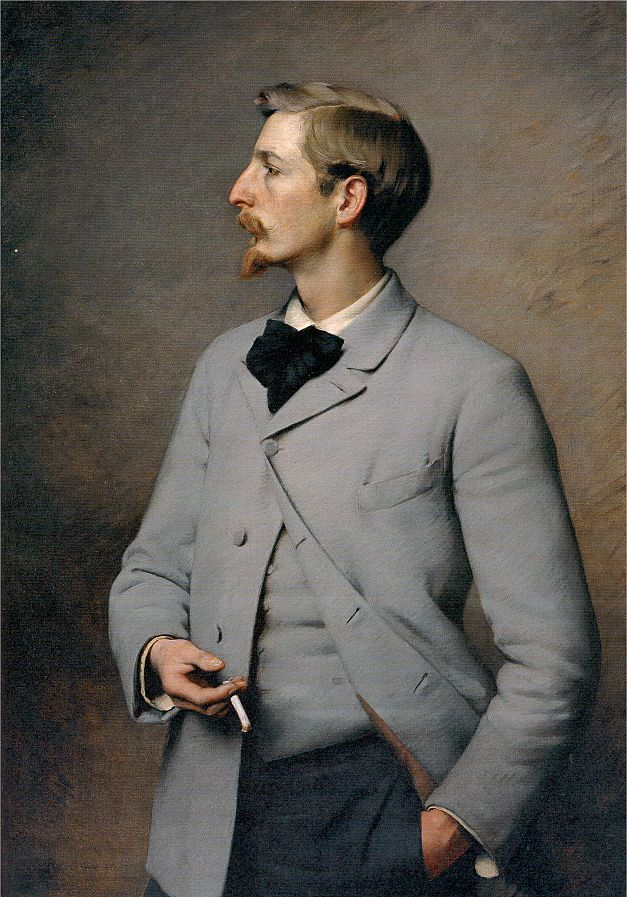
Paul Wayland Bartlett (1890)
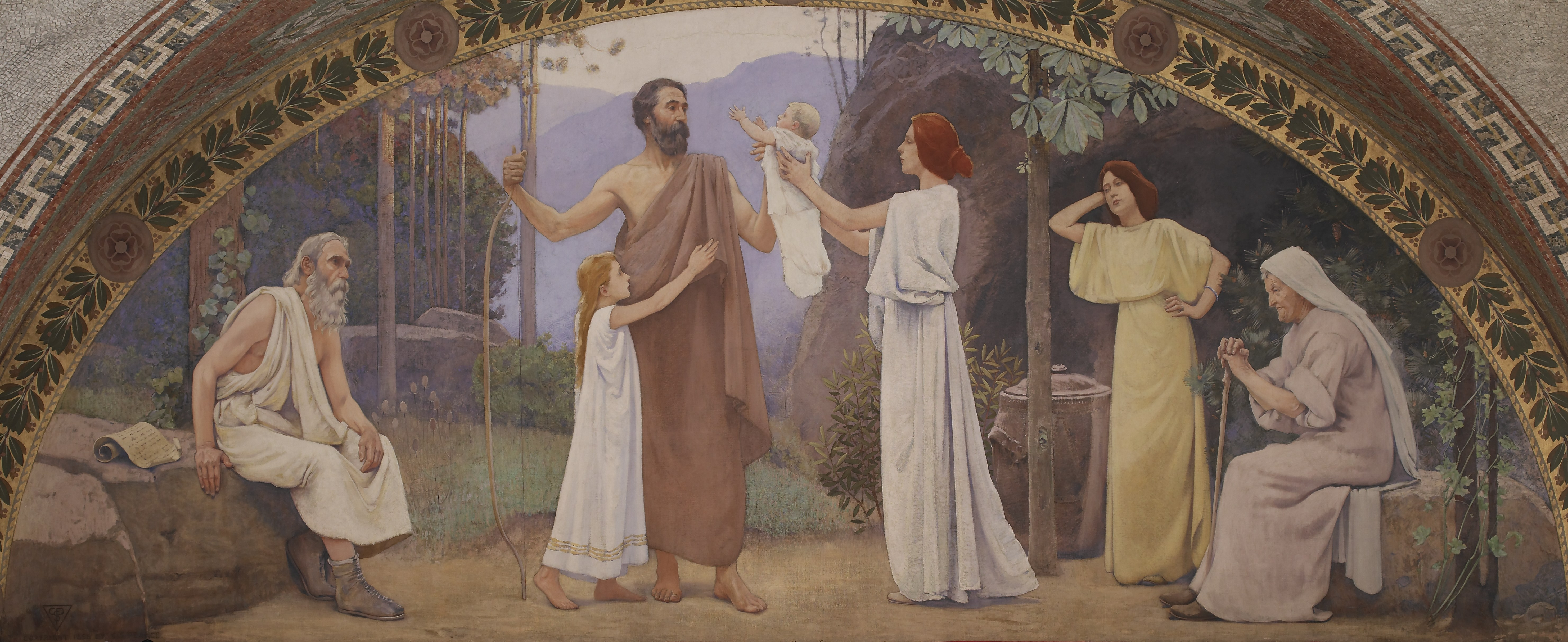
Famille (1896)
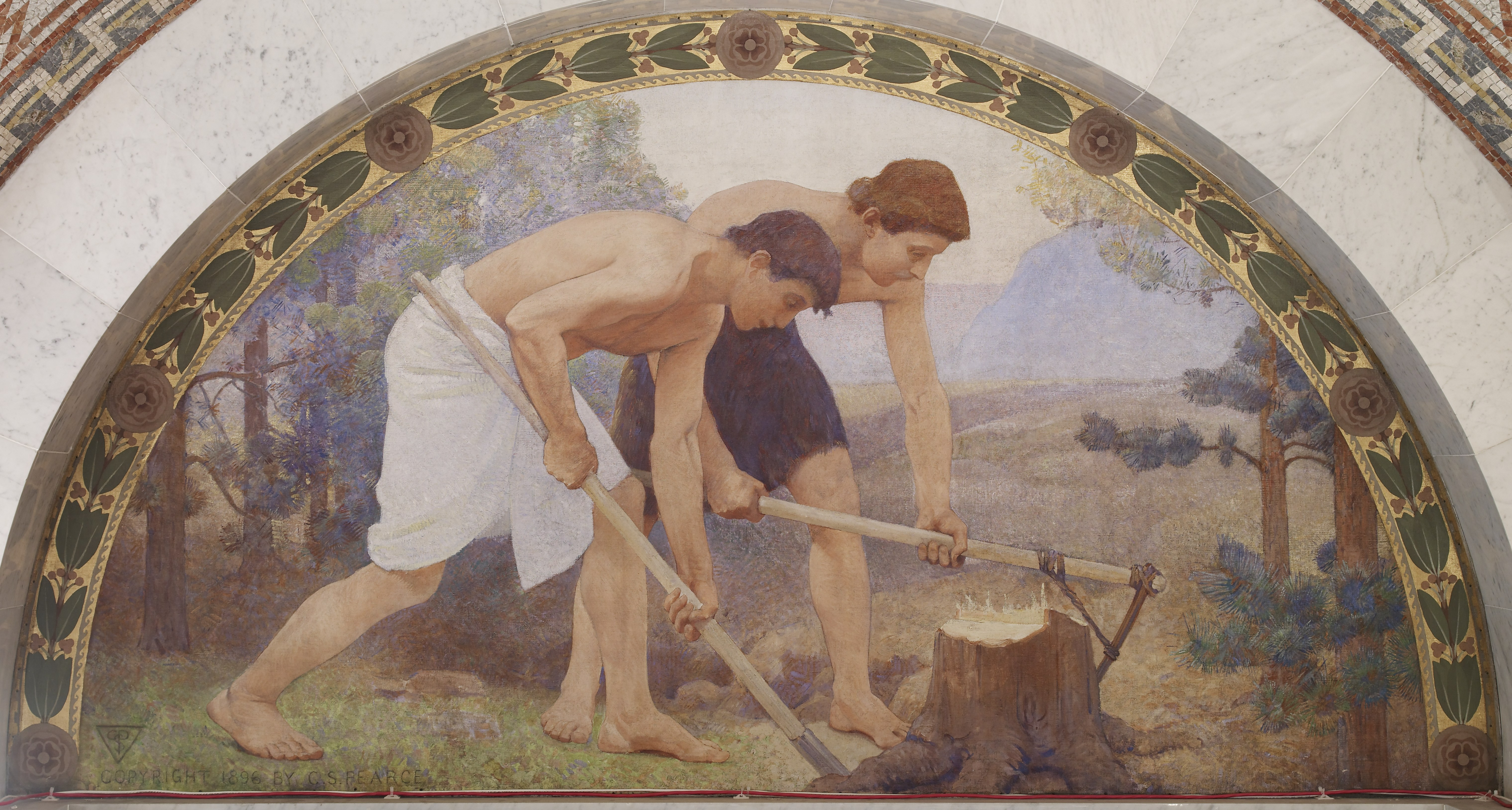
Travail (1896)
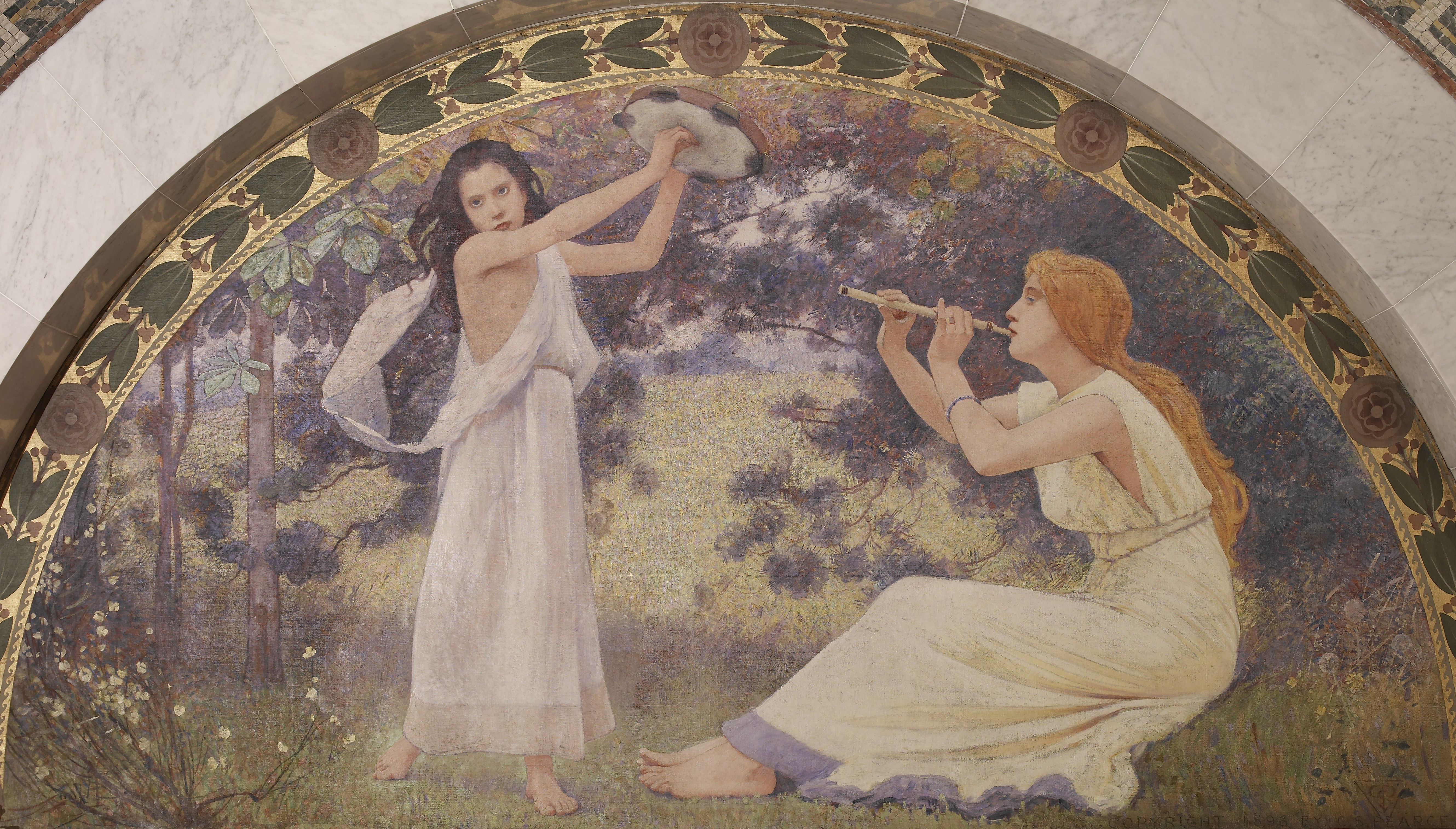
Loisir (1896)
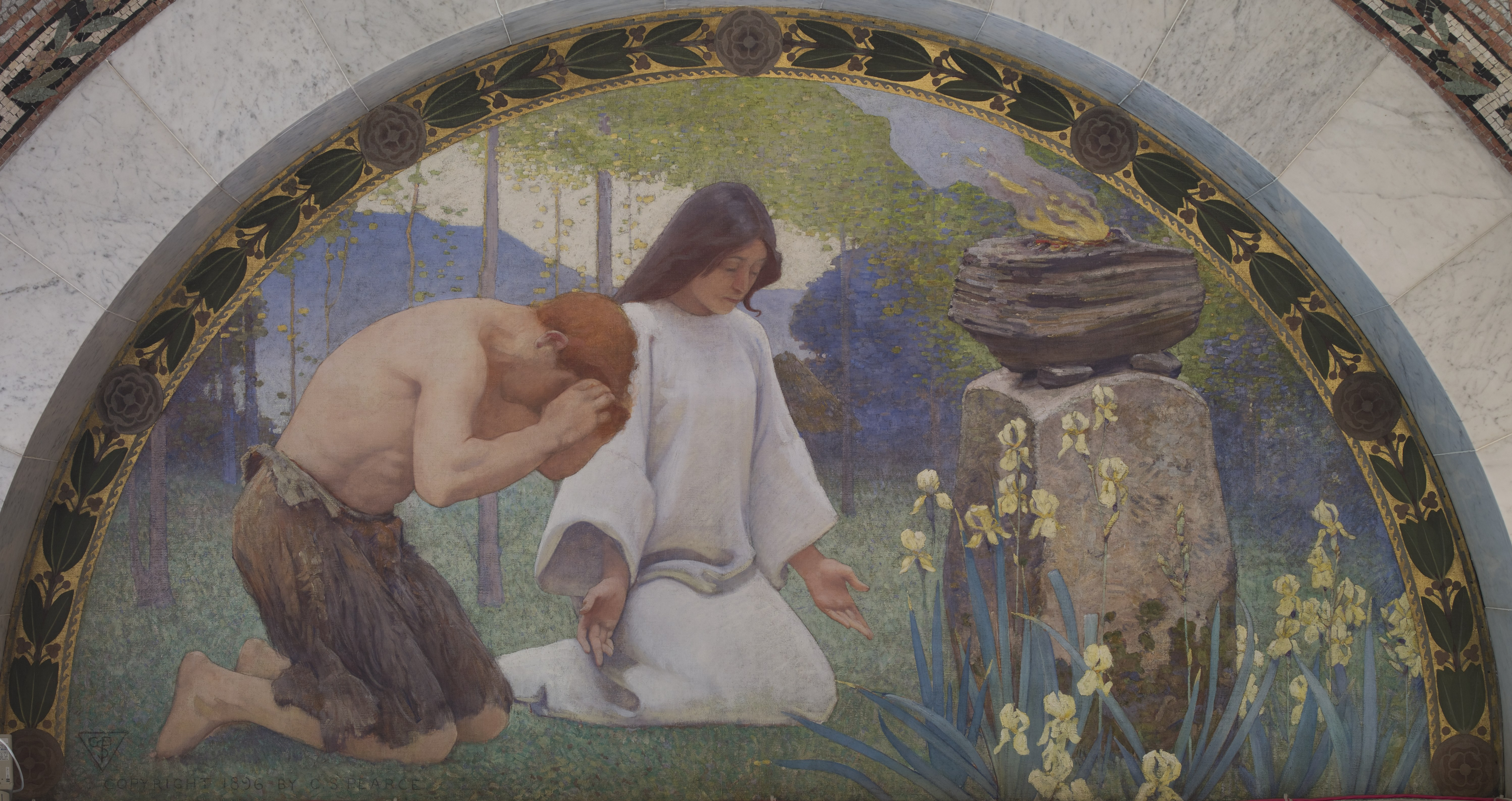
Religion (1896)
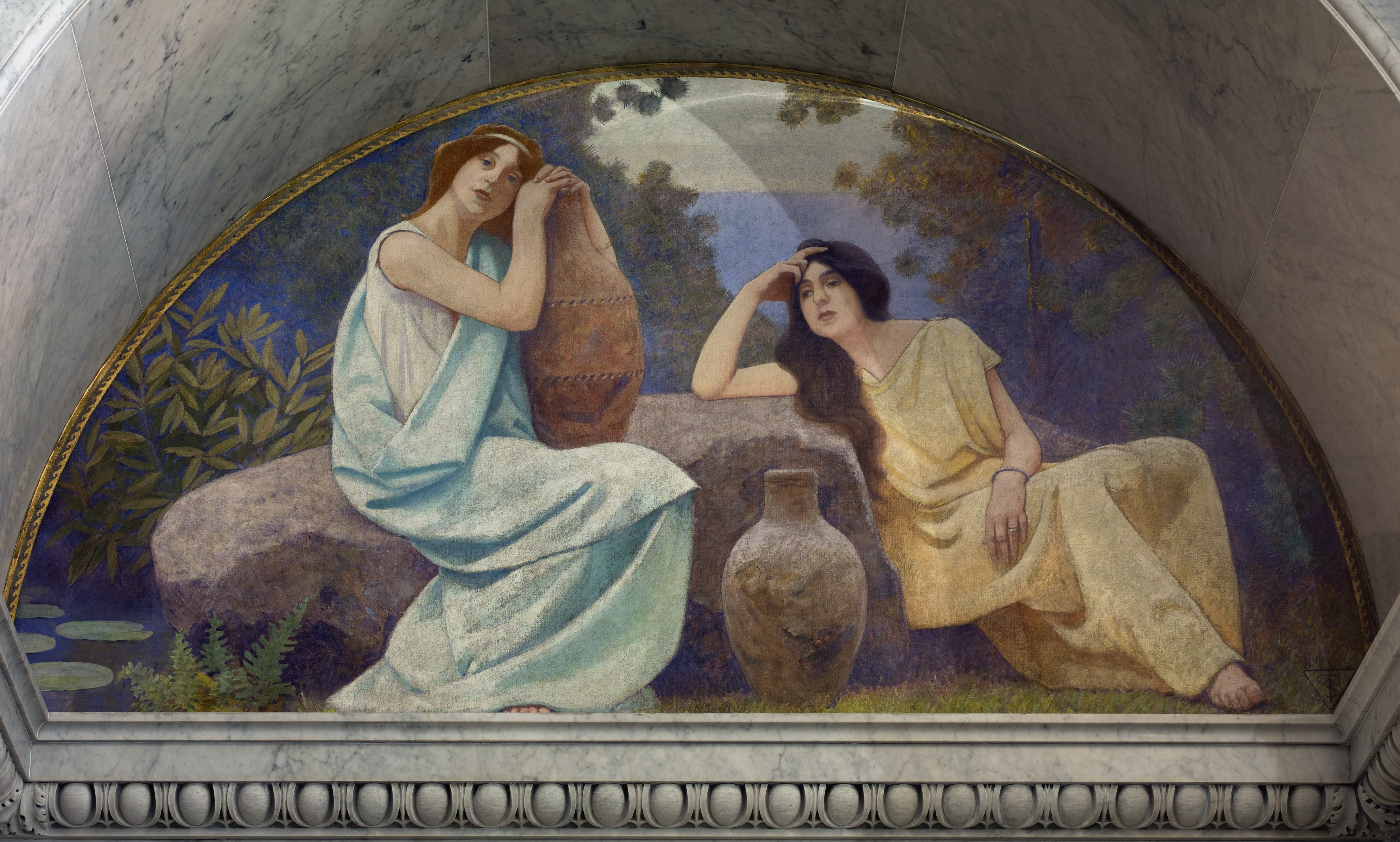
Repos (1896)
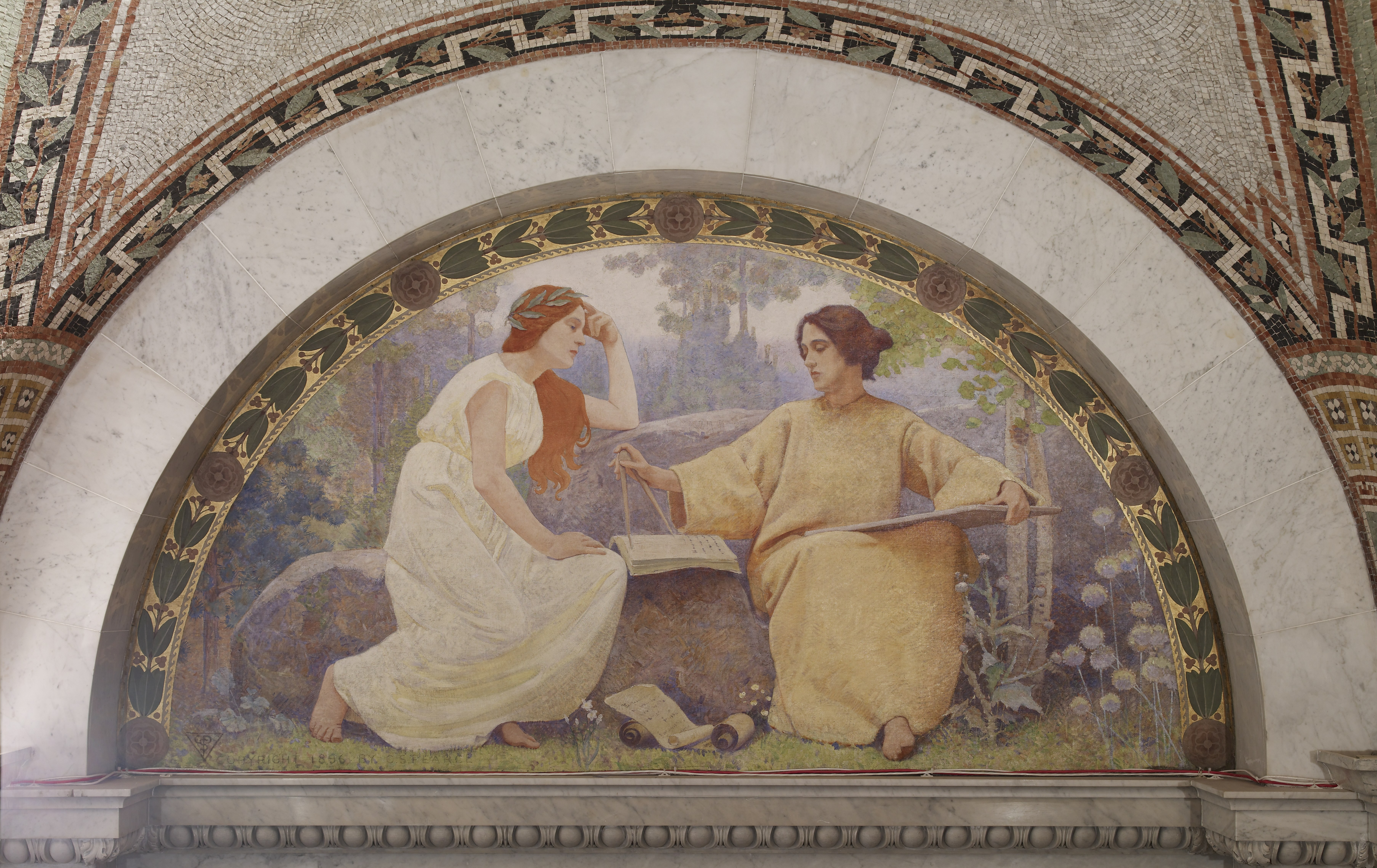
Étude (1896)